# Le Poët-en-Percip
Le Poët-en-Percip é uma comuna francesa na região administrativa de Auvérnia-Ródano-Alpes, no departamento de Drôme. Estende-se por uma área de 6,07 km². Em 2010 a comuna tinha 16 habitantes (densidade: 2,6 hab./km²).